# Lova (rappeur)
 (mars 2025).
La mise en forme du texte ne suit pas les recommandations de Wikipédia : il faut le « wikifier ».
Les points d'amélioration suivants sont les cas les plus fréquents :
- Les titres sont pré-formatés par le logiciel. Ils ne sont ni en capitales, ni en gras.
- Le texte ne doit pas être écrit en capitales (les noms de famille non plus), ni en gras, ni en italique, ni en « petit »…
- Le gras n'est utilisé que pour surligner le titre de l'article dans l'introduction, une seule fois.
- L'italique est rarement utilisé : mots en langue étrangère, titres d'œuvres, noms de bateaux, etc.
- Les citations ne sont pas en italique mais en corps de texte normal. Elles sont entourées par des guillemets français : « et ».
- Les listes à puces sont à éviter, des paragraphes rédigés étant largement préférés. Les tableaux sont à réserver à la présentation de données structurées (résultats, etc.).
- Les appels de note de bas de page (petits chiffres en exposant, introduits par l'outil «  Source ») sont à placer entre la fin de phrase et le point final[comme ça].
- Les liens internes (vers d'autres articles de Wikipédia) sont à choisir avec parcimonie. Créez des liens vers des articles approfondissant le sujet. Les termes génériques sans rapport avec le sujet sont à éviter, ainsi que les répétitions de liens vers un même terme.
- Les liens externes sont à placer uniquement dans une section « Liens externes », à la fin de l'article. Ces liens sont à choisir avec parcimonie suivant les règles définies. Si un lien sert de source à l'article, son insertion dans le texte est à faire par les notes de bas de page.
- La présentation des références doit suivre les conventions bibliographiques. Il est recommandé d'utiliser les modèles {{Ouvrage}}, {{Chapitre}}, {{Article}}, {{Lien web}} et/ou {{Bibliographie}}. Le mode d'édition visuel peut mettre en forme automatiquement les références.
- Insérer une infobox (cadre d'informations à droite) n'est pas obligatoire pour parachever la mise en page.

Pour une aide détaillée, merci de consulter Aide:Wikification.
Si vous pensez que ces points ont été résolus, vous pouvez retirer ce bandeau et améliorer la mise en forme d'un autre article.
 (mars 2025).
Pour les articles homonymes, voir Lova.
Lova, de son vrai nom William Courtemanche est un rappeur canadien originaire de Québec.

## Biographie
Issu d'une famille plutôt éloignée de la musique, Lova compte néanmoins un oncle membre du groupe de hip-hop Black Taboo.
Il découvre le rap avec son cousin Thomas Paradis, alias Banksta et son ami Pierre-Olivier Couturier qui sont aujourd'hui deux membres importants de son équipe de production. Les trois amis forment d'abord un groupe de métal avant de s'intéresser au rap.
Il s'installe alors dans un premier local avec une dizaine d'autres apprentis rappeurs cherchant leur style. En parallèle, son ami Pierre-Olivier Couturier apprend le métier d'ingénieur du son et fait enregistrer Lova dans son studio.
Le premier titre qui matérialise son style s'intitule Vague et est issu de son premier EP Cool LOL sorti le 25 septembre 2020. Ce premier EP composé de 5 titres et convainc un autre de ses amis David Amiot, qui produit sous le nom de David Saysum de travailler avec lui.
En 2023, Lova est repéré et mis sur le devant de la scène par Radio-Canada qui le choisit comme révélation de l'année 2022/2023. C'est en parallèle de cette mise en avant qu'il quitte son emploi de génie-conseil afin de se consacrer pleinement à la musique. Cette même année, il se produit au pied levé en remplacement du rappeur Lil Durk au Festival d'Eté de Québec, il s'agit de sa première grosse scène.
Dans la continuité de son premier EP Cool LOL, Lova produit trois EP supplémentaires entre 2021 et 2023, qui précèdent son premier album Minuit moins une sorti le 24 octobre 2024. Durant la promotion de ce premier album, Lova se produit dans le cadre du festival M pour Montréal. Il assure en novembre 2024 la première partie du groupe de rap québécois de Loud Lary Ajust.

## Discographie
- Cool LOL - EP (2020)
- Gluant mais hot - EP[7] (2021)
- EP 3 - EP (2021)
- Tout vient d'en haut - EP (2023)
- Minuit moins une - Album[8] (2024)